# Цыканов, Владимир Андреевич
Владимир Андреевич Цыканов (21 мая 1929 — 11 октября 2021) — директор НИИАР (1973—1989), лауреат Ленинской премии (1967), заслуженный деятель науки Российской Федерации, доктор технических наук (1973).

## Биография
Родился 21 мая 1929 г. в Рязанской губернии.
Окончил Московский инженерно-физический институт (1954) и до 1960 г. работал инженером в Институте атомной энергии.
С 20 февраля 1960 г. в НИИАР: научный руководитель исследовательского реактора СМ-2 (1960—1962), начальник реакторной установки (РУ) СМ-2 (1962—1965), начальник отдела исследовательских реакторов (ОИР) (1965—1968), начальник сектора реакторного материаловедения (1968—1969), заместитель директора по научной работе — начальник сектора реакторного материаловедения (1969—1972), заместитель директора по науке — заместитель научного руководителя.
С 29 августа 1973 по 1 ноября 1989 года — директор НИИАР.
С 1 ноября 1989 года — первый заместитель директора института по научной работе.
С 2002 года — первый заместитель директора института.
С 2004 года — советник дирекции НИИАР.
Ученые степени: кандидат технических наук (1964), доктор технических наук (1973).
В 1976 году присвоено ученое звание профессора.
Под его руководством в НИИАР создавался и совершенствовался уникальный комплекс исследовательских реакторов и материаловедческих лабораторий, на базе которых выполнены исследования в области материаловедения по программам различных направлений развития атомной энергетики.
Создал в НИИАР две научные школы: «Методы исследования материалов и изделий атомной техники непосредственно в процессе их облучения в исследовательских реакторах» и «Методики и устройства для испытаний и исследований материалов и изделий ядерной техники в реакторах и материаловедческих лабораториях». Создал и возглавил научное направление «Реакторное материаловедение».
Автор более 500 научных работ. Под его руководством подготовлены и защищены 12 докторских и 13 кандидатских диссертаций.
Лауреат Ленинской премии (1967) — за модернизацию СМ-2. Заслуженный деятель науки и техники РФ. Награждён орденом Ленина (1986), двумя орденами Трудового Красного Знамени (1966, 1974), орденами Дружбы народов (1979) и «За заслуги перед Отечеством» IV степени, медалями «За доблестный труд. В ознаменование 100-летия со дня рождения Владимира Ильича Ленина», «300 лет Российскому флоту». Почетный гражданин города Димитровграда.
Умер 11 октября 2021 года. Похоронен на Аллее Почёта городского кладбища Димитровграда.